# Березкін Юрій Євгенійович
Юрій Євгенійович Березкін — радянський і російський історик, археолог, спеціаліст з компаративної міфології Західної та Центральної Азії, а також фахівець з етнографії індіанців. Доктор історичних наук. Професор факультету антропології Європейського університету в Санкт-Петербурзі.
У 1970 році закінчив історичний факультет Ленінградського університету. У 1971—1973 роках проходив службу в Радянській армії. У 1973—1986 працював у відділі Америки Музею антропології та етнографії. У 1987—2002 — в Ленінградському відділі Інститут археології АН СРСР. З 2003 року працює в Музеї антропології та етнографії, завідує відділом Америки.
Автор більш ніж 250 наукових публікацій.

## Книги
- Альбедиль М. Ф., Березкін Ю. Є. Житла народів світу: Маленька енциклопедія. — Янтар. — Калінінград, 2002. — 48 с. — 5000 прим. — ISBN 5-7406-0545-8.
- Берёзкин Ю. Е. Древнее Перу: Новые факты — новые гипотезы. — М.: Знание, 1982. — 64 с. — (Прочти, товарищ!). — 40 000 экз.
- Берёзкин Ю. Е. Древнейшая история Южной Америки и индейская мифология: (От охотников-собирателей к ранним земледельцам): Автореф. дис. … д-ра ист. наук. — М., 1990. — 50 с.
- Берёзкин Ю. Е. Ещё раз о горизонтальных и вертикальных связях в структуре среднемасштабных обществ // Альтернативные пути к цивилизации. — М.: Логос, 2000. — С. 259—264. ISBN 5-88439-136-6
- Берёзкин Ю. Е. Инки: Ист. опыт империи. — Л.: Наука, 1991. — 229 с. — (История и современность). — 50 000 экз. — ISBN 5-02-027306-6.
- Березкин Ю. Е. Империя инков. — М.: Алгоритм, 2014. — 255 с. — 1200 экз. — ISBN 978-5-4438-0894-9.
- Берёзкин Ю. Е. Истоки нашей цивилизации и поворотные моменты в истории: Текст лекции. — 2001.
- Берёзкин Ю. Е. Мифы заселяют Америку: ареальное распределение фольклорных мотивов и ранние миграции в Новый Свет. — М.: ОГИ, 2007. — 358 с. — (Нация и культура / Новые исследования. Фольклор / ред.: А. С. Архипова). — 1000 экз. — ISBN 978-5-94282-285-9.
- Берёзкин Ю. Е. Мифы Старого и Нового Света: из Старого в Новый Свет: мифы народов мира. — М.: Астрель: АСТ, 2009. — 446 с. — (Мифы народов мира). — 1500 экз. — ISBN 978-5-17-056957-1. — ISBN 978-5-271-22624-3; ISBN 978-5-17-056958-8; ISBN 978-5-271-22627-4
- Берёзкин Ю. Е. Мочика: Цивилизация индейцев сев. побережья Перу в I—VII вв. — Л.: Наука, 1983. — 165 с. — 4850 экз.
- Васильев С. А., Березкин Ю. Е., Козинцев А. Г. Сибирь и первые американцы. — 2-е изд. — СПб.: Филол. фак. С.-Петерб. гос. ун-та: Нестор-История, 2011. — 171 с. — («Archaeologica varia»: AV / ред. совет: С. И. Богданов [и др.]). — 500 экз. — ISBN 978-5-8465-1117-0.
- Korotayev A., Berezkin Yu., Kozmin A., Arkhipova A. Return of the White Raven: Postdiluvial Reconnaissance Motif A2234.1.1 Reconsidered // J. Amer. Folklore. — 2006. — Vol. 119. — P. 472—520.
- Мифы индейцев Южной Америки: Кн. для взрослых / Сост. и пер. Ю. Е. Берёзкин. — СПб.: Изд-во Европ. Дома, 1994. — 318 с. — ISBN 5-85733-022-X.
- Америка и Ближний Восток: формы социополитической организации в догосударственную эпоху // Вестник древней истории. — 1997. — № 2. — С. 3-24.
- Анатомия любви: архаические и «прогрессивные» мотивы в мифологиях циркумтихоокеанского региона // Астрата. — СПб., 1999. — Вып. 1: Культурологические исследования из истории Древнего Мира и Средних Веков: проблемы женственности. — С. 159—190.
- Ареальное распределение фольклорно-мифологических мотивов // История и математика: Анализ и моделирование социально-исторических процессов / Ред. С. Ю. Малков и др. — М.: КомКнига: УРСС. — С. 205—232.
- Вождества и акефальные сложные общества: данные археологии и этнографические параллели // Ранние формы политической организации. — М.: Востоковедение, 1995. — С. 39-49.
- Голос дьявола среди снегов и джунглей. — Л.: Лениздат, 1987.
- «Город мастеров» на древневосточной периферии. Планировка поселения и социальная структура Алтын-депе в III тыс. до н. э. // Вестн. древней истории. — 1994. — № 3. — С. 14-27.
- Какая реальность сокрыта в мифах? // Природа. — 1998. — № 2. — С. 48-60.
- Легенды перуанских индейцев (мультфильм). — СССР, 1978.
- В. М. Массон и социальная антропология второй половины века // Взаимодействие древних культур и цивилизаций. — СПб., 2000. — С. 32-45.
- Мифология аборигенов Америки: Результаты статистической обработки ареального распределения мотивов // История и семиотика индейских культур Америки. — М., 2002. — С. 259—346.
- Мифология индейцев Латинской Америки: ретроспектива недавних исследований // Американские индейцы: новые открытия и интерпретации. — М.: Наука, 1996. — С. 136—152.
- Мифы индейцев Южной Америки. — СПб.: Европейский Дом, 1994.
- Мост через океан: заселение Нового Света и мифология индейцев и эскимосов Америки. New York: The Edwin Mellen Press, 2002.
- О структуре истории: временные и пространственные составляющие // История и Математика: Концептуальное пространство и направления поиска / Ред. П. В. Турчин и др. — М.: УРСС, 2007. — С. 88-98.
- Представления о грибах у индейцев Америки // Кунсткамера, этнографические тетради. — СПб., 1998. — Вып. 11. — С. 119—132.
- Alternative models of middle range society. «Individualistic» Asia vs. «collectivistic» America? // Alternative Pathways to Early State. Vladivostok: Dal'nauka, 1996. — P. 75-83.
- Central and South American Indian Mythologies: First Results of Computer Processing // Acta Americana (Stokholm — Uppsala). — 1998. — Vol. 6, № 1. — P. 77-102.
- Some results of comparative study of American and Siberian mythologies: applications for the peopling of the New World // Acta Americana (Stokholm — Uppsala). — 2002. — Vol. 10, № 1. — P. 5-28.